# Marian Wojciechowski (historyk)

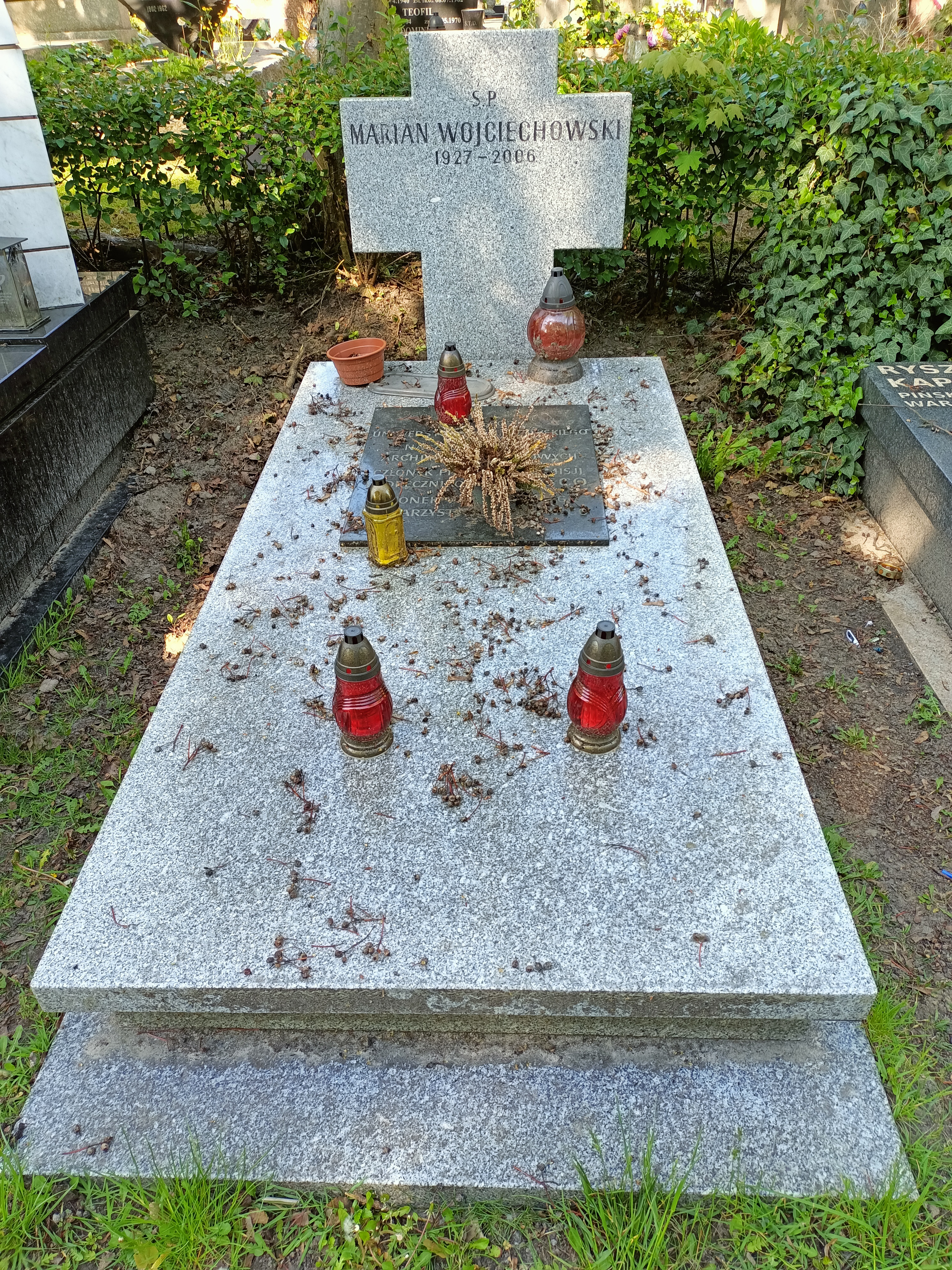
Grób Mariana Wojciechowskiego na Cmentarzu Wojskowym na Powązkach

Marian Kazimierz Wojciechowski (ur. 24 czerwca 1927 w Poznaniu, zm. 24 listopada 2006 w Warszawie) – polski historyk.

## Życiorys
Syn Marii i prof. Zygmunta Wojciechowskiego. W czasie okupacji członek organizacji niepodległościowej "Ojczyzna". Ukończył studia w 1949, w 1951 obronił doktorat na Uniwersytecie Poznańskim. W 1966 otrzymał habilitację na Uniwersytecie w Toruniu, w latach 1949–1955 był asystentem Uniwersytetu Poznańskiego, 1955–1965 adiunktem i w latach 1965–1969 docentem Uniwersytetu Mikołaja Kopernika oraz Uniwersytetu Śląskiego w Katowicach (1969–1972). W latach 1969–1972 był z kolei docentem i od 1972 profesorem nadzwyczajnym Uniwersytetu Warszawskiego, od 1981 profesor zwyczajny.
Od 1972 wchodził w skład Prezydium Polsko-Niemieckiej Komisji Podręcznikowej. W latach 1979–1985 był Prezesem Kuratorium Instytutu Zachodniego w Poznaniu. W latach 1981–1992 był naczelnym dyrektorem Archiwów Państwowych.
Wieloletni członek Komitetu Redakcyjnego kwartalnika historii wojskowości Wojskowy Przegląd Historyczny. Był także długoletnim członkiem Komitetu Redakcyjnego kwartalnika KC PZPR Z Pola Walki, w którym publikowano artykuły na temat historii polskiego i międzynarodowego ruchu robotniczego i komunistycznego. W październiku 1981 powołany przez Plenum Komitetu Centralnego PZPR w skład Zespołu dla przygotowania naukowej syntezy dziejów polskiego ruchu robotniczego. W latach 1988–1990 był członkiem Rady Ochrony Pamięci Walk i Męczeństwa. W kwietniu 1992 podpisał polsko-rosyjskie porozumienie archiwalne, na którego podstawie przystąpiono do wydawania edycji źródeł „Katyń. Dokumenty zbrodni”. Członek PZPR w latach 1964–1990.
Zmarł 24 listopada 2006 w Warszawie. Pochowany na w Alei Zasłużonych Powązkowskim Cmentarzu Wojskowym (kwatera A29-tuje-17).

## Uczniowie
Do grona jego uczniów zaliczają się między innymi Włodzimierz Borodziej i Tadeusz Rutkowski.

## Ważniejsze publikacje
Jest autorem publikacji:
- Rewizjonizm w historiografii niemieckiej 1920–1957, Bydgoszcz 1957.
- Rewizjonizm zachodnioniemiecki w świetle najnowszych badań, [w:] W XX rocznicę września, Poznań 1960, s. 86–103.
- Polska i Niemcy na przełomie lat 1932–1933, „Roczniki Historyczne”, 1963, t. 29, s. 105–180.
- Polsko-niemiecka deklaracja o nieagresji z 26 stycznia 1934 r., Katowice 1963.
- Stosunki polsko-niemieckie 1933–1938', Poznań 1965 (wyd. II, Poznań 1980).
- Die Rolle der deutsch-polnischen Beziehungen in der Genesis der Zweiten Weltkrieges, „Deutsche Aussenpolitik”, Jg. 12, 1967, H. 9, s. 1150–1158.
- Pięćdziesiąt lat stosunków polsko-niemieckich (1918–1968), „Przegląd Zachodni”, 1968, nr 5/6, s. 22–34.
- Rola stosunków polsko-niemieckich w genezie II wojny światowej, „Sprawy Międzynarodowe”, 1969, nr 9, s. 23–38.
- The Role of Polish-German Relations in the Origin of World War II, Warszawa 1970.
- Die polnisch-deutschen Beziehungen 1933–1938, Leiden (Holandia) 1971.
- Polityka Becka, [w:] J. Beck, Ostatni raport, Warszawa 1987, s. 5–24.
- Okiem historyka. Warszawa – Berlin – Bonn 1918–1981, Łódź 1989.
- Deutsche und Polen in der Revolution 1848–1849 (Boppard am Rhein 1991).
- Wojenne losy biblioteki Zygmunta Wojciechowskiego, [w:] W kręgu polityki, dyplomacji i historii XX wieku. Red. B. Rakowski i A. Skrzypek, Łódź 2000, s. 267-272.
- Laudatio dla Jerzego Krasuskiego w siedemdziesiątą rocznicę urodzin, „Przegląd Zachodni”, 2001, nr 4 (3001), s. 206–209.

## Odznaczenia
- Medal Sejmu PRL (1985)[4]